# Melolontha opaca
Melolontha opaca är en skalbaggsart som beskrevs av Gustaf Johan Billberg 1820. Melolontha opaca ingår i släktet Melolontha och familjen Melolonthidae. Inga underarter finns listade i Catalogue of Life.